# Convențiile de la Geneva

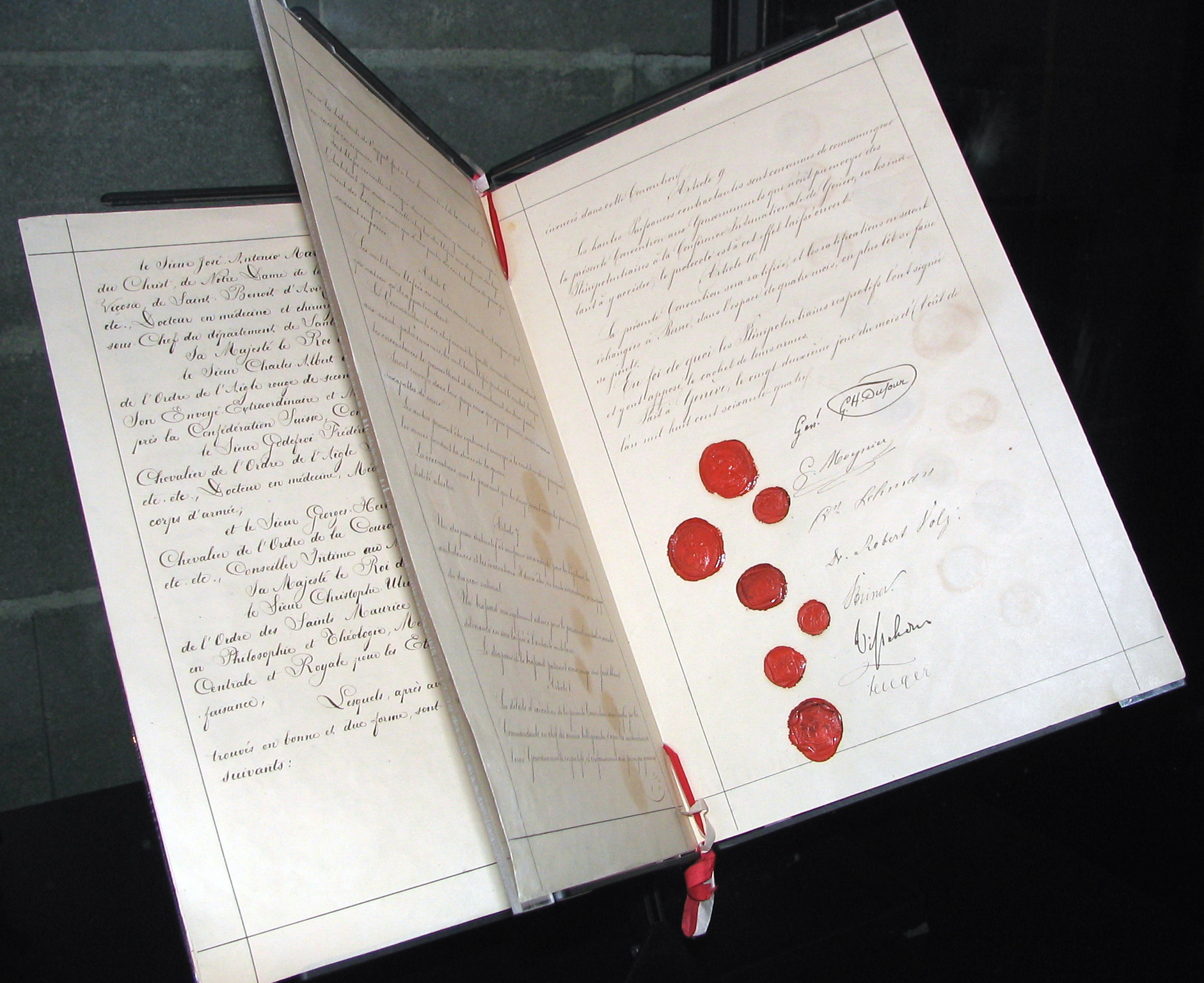
Documentul original

Convențiile de la Geneva reprezintă ansamblul a patru tratate formulate la Geneva, Elveția, tratate care stabilesc standardele dreptului internațional în ceea ce privește problemele umanitare.
Aceste tratate se referă în principal la tratamentul necombatanților și prizonierilor de război. Ele nu au nicio legătură cu problema folosirii armamentului în timp de război, care este acoperită de Convențiile de la Haga din 1899 și 1907 și de Protocolul de la Geneva din 1925, (care privește folosirea armelor chimice și biologice).
Formalizarea sus-numitelor convenții au fost rezultatul eforturilor lui 
Henri Dunant, care a fost motivat de ororile cărora le-a fost martor în timpul bătăliei de la Solferino din 1859.
În 1977 și 2005 au fost adăugate trei noi amendamente ale Convențiilor de la Geneva.
După adoptarea primei convenții a fost înființat în 1863 Comitetul Internațional al Crucii Roșii.